# 斗笠棋
斗笠棋（韓語：패랭이고누），是流傳於韓國的兩人棋類。

## 棋具

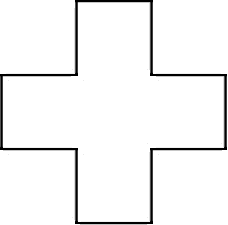
斗笠棋棋盤

- 棋盤如亞字型，共十二個棋點。
- 雙方各執六子，以顏色區分敵我。

## 規則
- 棋子皆放在棋點，置於最靠近己方的六個角點。

- 每人一著，棋子有兩種行動：
  - 一步移動：移至鄰近空棋點。
  - 九步吃子：移動正好九格至敵棋，方向可轉彎，路徑不得返折，可穿過其他棋子，並將該棋移除遊戲。
- 將敵方全滅或不能行棋獲勝[1][2]。